# Lonnie Liston Smith

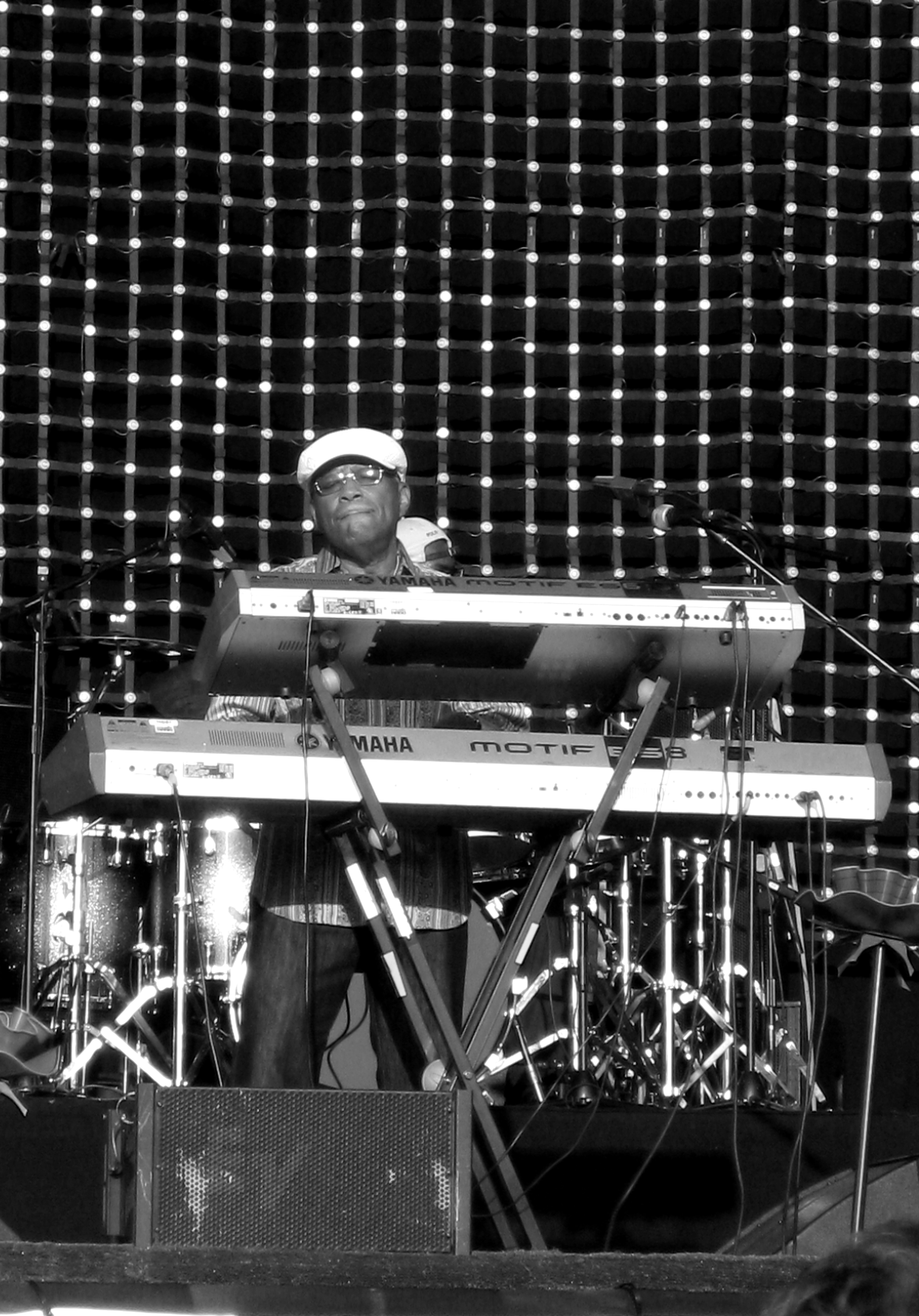
Lonnie Liston Smith (2009)

Lonnie Liston Smith (* 28. Dezember 1940 in Richmond, Virginia) ist ein amerikanischer Pianist und Keyboarder.
Zuvor Sideman für Rahsaan Roland Kirk (1965–67), wo er etwa beim Album Now Please Don’t You Cry, Beautiful Edith mitwirkte, bei Art Blakey (1966), Pharoah Sanders (Karma, 1969; Jewels of Thought, 1969; Deaf Dumb Blind (Summun Bukmun Umyun), 1970; Thembi, 1971; Izipho Zam (My Gifts), 1973), Gato Barbieri (1971) und Miles Davis (1973), kombinierte er ab 1974 in seiner eigenen Band „Lonnie Liston Smith & the Cosmic Echoes“ Jazz mit populären schwarzen Musikstilen wie z. B. Funk. Lonnie Liston Smith gehört zu den Vertretern des Fusion. Nach seinem kommerziellen Erfolg mit dem Album Expansions blieb er dem Musikstil weitgehend bis heute treu.

## Diskografie

### Alben
| Jahr | Titel Musiklabel Katalog-Nr.                       | Höchstplatzierung, Gesamtwochen, AuszeichnungChartplatzierungen (Jahr, Titel, Musiklabel Katalog-Nr., Platzierungen, Wochen, Auszeichnungen, Anmerkungen) | Höchstplatzierung, Gesamtwochen, AuszeichnungChartplatzierungen (Jahr, Titel, Musiklabel Katalog-Nr., Platzierungen, Wochen, Auszeichnungen, Anmerkungen) | Anmerkungen |
| Jahr | Titel Musiklabel Katalog-Nr.                       | US | R&B | Anmerkungen |
| ---- | -------------------------------------------------- | --- | --- | --- |
| 1975 | Expansions Flying Dutchman 0934                    | US85 (13 Wo.)US | R&B27 (13 Wo.)R&B | Erstveröffentlichung: Mai 1975 mit The Cosmic Echoes Produzenten: Bob Thiele, Lonnie Liston Smith                                        |
| 1975 | Visions of a New World Flying Dutchman 1196        | US74 (15 Wo.)US | R&B14 (18 Wo.)R&B | Erstveröffentlichung: September 1975 mit The Cosmic Echoes Produzenten: Bob Thiele, Lonnie Liston Smith                                  |
| 1976 | Reflections of a Golden Dream Flying Dutchman 1460 | US75 (14 Wo.)US | R&B18 (9 Wo.)R&B | Erstveröffentlichung: März 1976 mit The Cosmic Echoes Produzenten: Bob Thiele, Lonnie Liston Smith                                       |
| 1976 | Renaissance RCA Victor 1822                        | US73 (20 Wo.)US | R&B49 (6 Wo.)R&B | Erstveröffentlichung: November 1976 mit The Cosmic Echoes Produzenten: Bob Thiele, Lonnie Liston Smith                                   |
| 1977 | Live! RCA Victor 2433                              | US58 (11 Wo.)US | R&B33 (14 Wo.)R&B | Erstveröffentlichung: Juli 1977; Instrumental-Livealbum Aufnahme: Smuckers Cabaret New York, 19. bis 21. Mai 1977; Produzent: Bob Thiele |
| 1978 | Loveland Columbia 35332                            | US120 (13 Wo.)US | R&B37 (11 Wo.)R&B | Erstveröffentlichung: April 1978 Produzenten: Bert DeCoteaux, Lonnie Liston Smith                                                        |
| 1979 | Exotic Mysteries Columbia 35654                    | US123 (8 Wo.)US | R&B50 (6 Wo.)R&B | Erstveröffentlichung: Februar 1979 Produzenten: Bert DeCoteaux, Lonnie Liston Smith                                                      |
| 1979 | A Song for the Children Columbia 36141             | — | R&B57 (6 Wo.)R&B | Erstveröffentlichung: September 1979 Produzenten: Bert DeCoteaux, Lonnie Liston Smith                                                    |
| 1980 | Love Is the Answer Columbia 36373                  | — | R&B51 (8 Wo.)R&B | Erstveröffentlichung: April 1980 Produzent: Lonnie Liston Smith                                                                          |
| 1983 | Dreams of Tomorrow Doctor Jazz 38447               | US139 (2 Wo.)US | R&B46 (6 Wo.)R&B | Erstveröffentlichung: Mai 1983 Produzenten: Lonnie Liston Smith, Marcus Miller                                                           |
| 1990 | Love Goddess Startrak 4021                         | — | R&B40 (26 Wo.)R&B | Erstveröffentlichung: April 1990 Executive Producer: George Roberts III, Lonnie Liston Smith                                             |
| 1991 | Magic Lady Startrak 1000                           | — | R&B75 (15 Wo.)R&B | Erstveröffentlichung: November 1991 Produzent: Jacques Burvick                                                                           |

Weitere Alben
- 1973: Under Fire (Gato Barbieri mit Lonnie Liston Smith und Stanley Clarke; Philips 6321 116)
- 1973: Bolivia (Gato Barbieri mit Lonnie Liston Smith; Flying Dutchman 10158)
- 1973: Astral Traveling (mit The Cosmic Echoes; Flying Dutchman 10163)
- 1974: Cosmic Funk (mit The Cosmic Echoes; Flying Dutchman 10591)
- 1984: Silhouettes (Doctor Jazz 39420)
- 1985: Rejuvenation (Doctor Jazz 40063)
- 1986: Make Someone Happy (Doctor Jazz 40612)
- 1988: Golden Dreams (Reissue von Reflections of a Golden Dream, neu gemastert; RCA 6996-2-RB)
- 1991: Watercolors (RCA 3099-2-N)
- 1998: Transformation (Loveland Records D2-24942-2)

### Kompilationen
- 1978: The Best of Lonnie Liston Smith (RCA 12897)
- 1980: The Best of Lonnie Liston Smith (Columbia 36366)
- 1993: New World Visions: The Very Best of Lonnie Liston Smith (RCA 74321137611)
- 2002: Introducing (BMG 74321 93975 2)
- 2009: Original Album Classics (Box mit 5 CDs; RCA 88697445492)
- 2012: Cosmic Funk & Spiritual Sounds: The Best of the Flying Dutchman Years (BGP Records CDBGPD 254)

### Singles
| Jahr | Titel Album                               | Höchstplatzierung, Gesamtwochen, AuszeichnungChartplatzierungen (Jahr, Titel, Album, Platzierungen, Wochen, Auszeichnungen, Anmerkungen) | Höchstplatzierung, Gesamtwochen, AuszeichnungChartplatzierungen (Jahr, Titel, Album, Platzierungen, Wochen, Auszeichnungen, Anmerkungen) | Anmerkungen                                               |
| Jahr | Titel Album                               | UK | R&B | Anmerkungen                                               |
| ---- | ----------------------------------------- | --- | --- | --------------------------------------------------------- |
| 1975 | Expansions                                | — | R&B79 (6 Wo.)R&B | Erstveröffentlichung: Juni 1975 mit The Cosmic Echoes     |
| 1975 | A Chance for Peace Visions of a New World | — | R&B91 (5 Wo.)R&B | Erstveröffentlichung: November 1975 mit The Cosmic Echoes |
| 1978 | Journey into Love Loveland                | — | R&B92 (2 Wo.)R&B | Erstveröffentlichung: Juni 1978                           |
| 1979 | Space Princess Exotic Mysteries           | — | RB86 (2 Wo.)RB | Erstveröffentlichung: Februar 1979                        |
| 1983 | Never Too Late Dreams of Tomorrow         | UK84 (3 Wo.)UK | — | Erstveröffentlichung: April 1983                          |
| 1990 | Obsession Love Goddess                    | — | RB79 (7 Wo.)RB | Erstveröffentlichung: Mai 1990 feat. Phyllis Hyman        |

Weitere Singles
- 1975: Skull Session / Dumpy Mama (Oliver Nelson and His Orchestra feat. Lonnie Liston Smith)
- 1976: Get Down Everybody (It’s Time for World Peace) (mit The Cosmic Echoes)
- 1976: Peace & Love (mit The Cosmic Echoes)
- 1977: Renaissance (mit The Cosmic Echoes)
- 1977: Sorceress
- 1978: We Can Dream
- 1979: A Song for the Children
- 1979: Quiet Moments (Promo)
- 1980: Give Peace a Chance (Make Love Not War)
- 1980: Bridge Through Time
- 1983: A Lonely Way to Be
- 1984: Say You Love Me
- 1984: If You Take Care of Me
- 1985: Rejuvenation
- 1990: Star Flower
- 1992: Xpand Ya Mind (Expansions) (Wag Ya Tail feat. Lonnie Liston Smith)